# 大橋ひとみ
大橋 ひとみ（おおはし ひとみ、1972年1月2日 - ）は、日本のAV女優。ライフプロモーション所属。
趣味・特技:映画鑑賞・料理。

## 略歴・人物
2013年4月にデビューした熟女系の巨乳AV女優。

## 出演作品

### アダルトDVD
2013年
- 初撮り人妻ドキュメント（4月18日、センタービレッジ）※デビュー作
- 幼なじみの母（5月7日、マドンナ）
- 近親相姦 母子受精（5月9日、センタービレッジ）
- AV初面接! 熟れた人妻 鏡で見たの初めて、恥ずかしい…（5月31日（レンタル）/12月27日（セル）、アテナ映像）他出演:高倉あんり、結城ちさと ほか
- 僕だけが知っている母さんの艶尻（6月6日、センタービレッジ）
- うつくしい叔母さん（6月13日、タカラ映像）
- 完熟 〜飢えた男を嗅ぎつけるIカップの臭覚（6月13日、E-BODY）
- 出張!熟女ソープ 大橋ひとみをお届けします 独身男性に強制中出しさせちゃいました（7月18日、センタービレッジ）
- 息子に揉まれ連鎖の母（7月25日、タカラ映像）
- 近親入浴相姦 濡れそぼる母子愛（8月1日、エマニエル）
- お義母さん、にょっ女房よりずっといいよ…（8月8日、タカラ映像）
- 四十路マダム 38（8月10日（レンタル）/8月16日（セル）、クリスタル映像）他出演:水沢澪、尾崎玲奈、中島美和、染谷由紀
- SEX総合病院美熟女研修医 大橋ひとみ 肉棒に飢えたHカップ爆乳痴熟女の味わいザーメン診察濃厚生中出しファック!（8月13日、セレブの友）
- 母なる愛 1（8月15日、マザー）
- サービス精神旺盛な美熟女をハメまくり! 4時間（8月25日、Mellow Moon）他出演:滝川峰子、香野良枝、江原あけみ、黒田ゆり江、白鳥祥子、湯沢多喜子、立花満子、篠和代、賀来恵美子、増田千恵子、福田和代
- 友人の妻はドスケベ家庭教師（9月1日、VENUS）
- めちゃくちゃにされたい昼顔妻（9月7日、マドンナ）
- 変態Hカップ妻を調教して生中出し 第二章（9月15日、プリモ）
- 生真面目奥さんは隠れ巨乳 2（9月15日、マザー）
- 大橋ひとみ ゴールデンベスト（9月19日、センタービレッジ）※総集編
- 美乳顔騎妻（9月23日、メディア総販ソレイル）
- 寝取られ熟女姉妹 愛する息子を奪われて（9月27日、小林興業）
- ママ友3人で、出来の悪い息子たちの勉強を見ていたら、息子の友達に体を求められ、欲求不満だったので内緒でエッチしちゃった母親たち。（9月30日（レンタル）/11月8日（セル）、LEO）共演:立花里見、尾崎玲奈
- お母さんが初めての女になってあげる（10月1日、ABC）
- 僕だけの巨乳母さん（10月4日、カマタ映像）
- 黒タイトスカートが似合う働くお姉さんのビッタリ密着した肉感的なお尻に着衣のまんまチ●ポ擦り&ザー汁発射してもう着れないくらい汚しちゃいたい（10月18日、ワープエンタテインメント）他出演:尾上若葉、鶴田かな、長谷川ミク、湊莉久、椿かなり、みなせ優夏、秋野千尋
- 若い男をツマミ喰う美白熟女の日焼け肌（10月18日、ワープエンタテインメント）
- セレブな人妻風俗嬢 2（10月25日、Nadeshiko）他出演:藤下梨花、優月良花、雨宮ほのか、華月ゆう、三崎優菜、小湊菜々、水希千里、西野エリカ、桃宮もも ほか
- 息子の前で犯されイキまくる人妻 中出しされる社長夫人ひとみ（10月25日、Nadeshiko）
- 言葉責めされ発情しオナニーをする女達（10月28日、メディア総販ソレイル）他出演:春原未来、つくし、有沢りさ、麻宮玲、藤咲セイラ
- お母さんの玩具になった僕 肉棒を虜にする美義母の柔肌!（11月7日、ルビー）
- ママ友3人で、出来の悪い息子たちの勉強を見ていたら、息子の友達に体を求められ、欲求不満だったので内緒でエッチしちゃった母親たち。（11月8日、LEO）共演:立花里見、尾崎玲奈
- 出勤途中の銀座のママ 大橋ひとみ（41歳）（11月10日、熟専）
- 新宿で見かけた熟女キャリアウーマン 大橋ひとみ（41歳）（11月17日、ぼたん劇場）
- 催眠術をかけられ命令されるままに服を脱いで股を広げる人妻 4（11月19日、Pazzo）他出演:上原千尋、楢崎百合香
- 母子交尾 【厚木路】（12月5日、ルビー）
- 熟女レズビアン 義姉妹レズ初体験（12月5日、ルビー）共演:上原千尋
- 野外人妻羞恥 25（12月6日、ヤブサメ）
- 幼稚園に子供を送った後のママ友立ち話終了後一人になった所をお声かけ！子育てに忙しい素人奥様にお願いしてセンズリ見てもらいました（12月6日、ドッグアイ）他出演:有村千佳、翔田千里、松嶋友里恵、寺崎泉 ほか
- 友人の母 息子の友人に犯され、幾度もイカされてしまったんです…（12月13日、溜池ゴロー）
- 「熟女の口はもっと嘘をつく。」 熟雌女anthology #100（12月20日、アウダースジャパン）

2014年
- 馬並家の淫らなお正月（1月7日、マドンナ）共演:愛矢峰子、浅井舞香、久保麗子
- 庶務課のオンナ 〜豊乳熟女OLの逆セクハラ〜（1月25日、Mellow Moon）
- 私を犯してください… 非日常的快楽を貪る奥様達のおねだり拘束遊戯生中出し（1月25日、セレブの友）他出演:三浦恵理子、結城みさ、伊原詩織、立花美里、深津佳乃、水原薫子
- 四十路マダム 40（2月7日、クリスタル映像）他出演:松嶋友里恵、本庄瞳、青山真希
- バイト先のパートのおばさんが、エロ過ぎて困った件。（2月8日、LEO）他出演:北条麻妃、結城みさ
- 母なる愛 7（3月16日、マザー）
- 人妻中出し 5 隠れ巨乳の看護士ひとみさん41歳がセックスする時…（4月13日、マザー）
- 完全撮り下ろし!! 美熟女トイレオナニーコレクション 25人4時間30分（4月25日、Mellow Moon）他出演:翔田千里、北条麻妃、結城みさ、矢部寿恵、松嶋友里恵、松本まりな、寺崎泉、小池絵美子、若松かをり、上原千尋、加藤ツバキ、近藤郁美、横山みれい、花島瑞江、汝鳥すみか、庵叶和子、甲斐ミハル、北原小百合、真木静乃、青山愛、加納綾子、祐花凛、眞鍋千枝美、瀬野ゆかり
- 母と媚薬 一服盛られてオチ○ポ貪る! あぁ〜ったまらない美貌母のエロ肉体!（5月8日、ルビー）
- 究極の中出し近親相姦企画 最愛の息子に伝えたい… 妊娠させるための性教育 7（5月10日、ディープス）共演:篠宮ゆり
- 中出しお義母さんが教えてあげる 息子との絆を情交で深める母たち（5月25日、ビッグモーカル）他出演:澤村レイコ、川上ゆう
- 親父の女（5月25日、マドンナ）
- 絶対に僕から視線を外さない母さんの愛欲セックス（6月12日、センタービレッジ）
- 中出し近親相姦 お義父様やめて下さい 義理の父に中出しされる息子の嫁 第四章（6月25日、ビッグモーカル）他出演:川上ゆう、澤村レイコ
- 人妻寝取られ縛り（6月25日、マドンナ）
- とにかくムカつく熟女巨乳OL、お前ら絶対に犯す!!（7月25日、クリスタル映像）他出演：新城あゆみ、彩女早紀、木ノ下みおな
- 初撮りしろーと妻 淫らな濃厚エロ年増 3（8月25日、ビッグモーカル）他出演：倉田あきえ、久保麗子
- 親友の母親に中出し（9月1日、熟女JAPAN）他出演：真矢恵子、七海ひさ代
- 大橋ひとみでござひます。 4時間（9月11日、タカラ映像）※単体ベスト
- 寝取られドラマ 2編 妻が会社の上司に寝取られて…（9月25日、ルビー）他出演：神崎久美
- AV初面接! 熟れた人妻 美尻 艶熟女10人4時間スペシャル 面接ってお尻の穴まで見せるんですか!?（9月26日、アテナ映像）他出演：丸山紫乃、高倉あんり、結城ちさと、多田淳子、あすか椿、森川夕貴、東条ゆう、四条千佳子、瀬戸明美
- 人妻、温泉、不倫旅行。（10月9日、ルビー）
- 国宝熟女ベスト4時間 大橋ひとみ41才（10月12日、マザー）※単体ベスト
- 全裸主婦倶楽部 大橋ひとみさん42歳（11月19日、ローグ・プラネット/妄想族）
- 熟女セールスレディ（12月1日、KTファクトリー）他出演：市原洋子、美神さゆり
- エロ年増 32（12月5日、クリスタル映像）他出演：青山葵、京野美麗、和泉紫乃
- 丸ごと! 大橋ひとみ8時間 ～Hカップ美熟女の汗だく全10本番!!～（12月7日、マドンナ）※単体ベスト
- 兄嫁 ひとみ（12月12日、なでしこ）

2015年
- 色狂い夫婦の夜の営み（4月10日、なでしこ）他出演：井上綾子、井上佐和子、神崎久美、遠野麗子、高城紗香
- だんなの居ぬ間に人妻を寝取った俺…（5月8日、TMA）他出演：進藤由紀乃、町村小夜子、上原千尋、野口京子、神崎久美、片桐沙夜子、能島あさ美、相沢さゆり
- 理性錯乱近親相姦 欲求不満の母がいる家庭では一緒に暮らす息子の勃起染みに発情して近親相姦が起こる時がある!（8月25日、グローバルメディアエンタテインメント）他出演：多田淳子、村上静香
- 親父の教え子（10月8日、タカラ映像）
- 実りの秋にたわわに実った熟豊乳（10月25日、Yellow Moon）他出演：沢村麻耶、美神さゆり、佐藤美紀、黒沢那智、青山京香、風間ゆみ、堀川奈美、中園喜代美、青木りん
- 上司や友人の妻に手をだしてはいけない間柄なのに、我慢できず○○しちゃった（10月30日、ルビー）他出演：神崎久美、藤田愛子、野口京子、武内三枝子
- 熟女青姦! 淫乱痴女中出し（11月19日、PileDriverZ）
- 大橋んちのおばちゃんが勝負下着でこっそり僕を誘惑してきた（12月17日、センタービレッジ）

2016年
- 魅惑の小さな乳首（1月1日、フォーディメンション/エマニエル）他出演：三井彩乃、蓮田瑞恵、杉城かおる、里中亜矢子
- 母さんの手コキでベロちゅー（1月8日、タカラ映像）他出演：成宮いろは、奈良絵美子、桐島美奈子、愛瀬あやの、吹雪春海、松井優子、上里悠里、君川ひさえ、沢田泉、由紀なつ碧
- 憧れの女上司とふたりで地方出張に行ったら台風で帰りの新幹線が運休のため急遽現地で一泊する事になりました（1月14日、タカラ映像）
- エロ五十路 6（4月8日、なでしこ）他出演：井上綾子、庵叶和子、神崎久美、遠野麗子 他
- 本気中熟女（5月13日、パープル/HERO）
- 高級クラブの爆乳ママがホロ酔い誘惑 店内中出し枕営業（5月13日、ANNEX (無言) /HERO）
- 私、本名でセックスしてました。（6月3日、無名時代）
- 人妻寝盗られドラマ 7話×4時間 夫の上司に犯され堕ちる7人の人妻たち（6月10日、なでしこ）他出演：庵叶和子、上原けいこ、神崎久美、野口京子、美澄しゅん
- アラフォー美熟女レズビアンの卑猥なチチクリ交尾（6月13日、ANNEX (無言) /HERO）共演：北条麻妃
- 人妻達の別の顔 温泉不倫二人旅（6月25日、Yellow Moon）他出演：神崎久美、春乃まな美
- 日に一度息子のチンチンを挿れないと精神が安定しない毎日かあさん 4時間（7月1日、フォーディメンション/エマニエル）他出演：岩崎千鶴、矢部寿恵
- 母親の爆乳に異常なまでに興味津々な童貞息子を不憫に思った母は、一度だけのつもりでカラダを許してしまったために…セックスを覚えたてのサルのようにハマってしまった絶倫息子の飽くなき性欲を拒めない 2（7月22日、GIGOLO）他出演：北川エリカ、青山菜々、弓束ちはや、望月マリア
- 『こんなおばさんだって、もう一度女として扱われたい』女を忘れかけた主婦の80％は不倫に陥るとセックスを覚えたてのサルのように果てるまで絶倫交尾を繰り返す 2（11月11日、なでしこ）他出演：春乃まな美、坂田美影、秋川真理、波木薫、宮辺みゆき

2017年
- 悪徳施術師による母娘同時オイルマッサージ盗撮映像（1月27日、プレステージ）他出演：円城ひとみ、月本愛、あゆな虹恋

2018年
- あなた許して、義父や息子のデカチンに溺れてしまう母や嫁たち（2月27日、グラフィティジャパン）他出演：水野朝陽、北条麻妃、月島えみり、吉永あかね
- 美熟女レイプ 商店街で起こった肉便器と化すマダムたち…（10月19日、ルビー）他出演：毬るい子、新城あゆみ、野口京子、藤田愛子、神崎久美

2019年
- マン引き家族 ～そして義母になる～（1月25日、なでしこ）他出演：伊織涼子、松本まりな、松坂美紀、三浦恵理子
- 感じやすい細身のカラダに突き挿れられた息子のデカチンが子宮の奥に直撃するバックからの突きにイキ堕ちる敏感な母（1月25日、GIGOLO）他出演：艶堂しほり、秀吉小夜子、新尾きり子、今井真由美、北条麻妃
- 肉棒から出る白濁汁を欲し中出しをせがむ巨乳妻 4時間（2月19日、ルビー）他出演：松下美雪、椿かなり、知花メイサ、春原未来、星咲優菜
- まるまる! 大橋ひとみ（6月28日、なでしこ）※単体ベスト